# Benjamin Melzer
Benjamin (Ben) Melzer, geboren als Yvonne Melzer, (Recklinghausen, Duitsland, 20 januari 1987), is een transseksueel fitnessmodel.
Melzer werd als vrouw geboren en heeft vanaf zijn 23e diverse (geslachtsaanpassende) operaties ondergaan, tezamen met een testosteron-hormoonkuur. Naast de esthetische operaties, legde Melzer zich ook toe op een intensief fitness- en krachttrainingsregime en -dieet, waardoor hij een bijzonder gespierd en atletisch lichaam heeft weten te verkrijgen. Na een lezersverkiezing – waarin hij een wildcard bemachtigde – prijkte hij in april van 2016 als eerste transgender ooit op de cover van de Duitse Men's Health editie en verwierf hiermee Europese en internationale faam. In de vele interviews die hierop volgden gaf Melzer meermalen te kennen zeer tevreden te zijn dat hij er nu uitziet zoals hij zich altijd heeft gevoeld, en in harmonie is met zijn passie voor de fitnesssport.
De voornaam "Benjamin" (roepnaam "Ben") die hij sinds zijn geslachtsverandering voert, heeft hij niet zelf gekozen; Melzer heeft zijn ouders gevraagd om een jongensnaam voor hem te kiezen, omdat hij sterk van mening was dat het de ouders zijn die hun kinderen een naam horen te geven.